# Tune (Danemark)
Pour les articles homonymes, voir Tune.
Tune est une commune danoise de la municipalité de Greve, située à 5 km au sud-est de Roskilde et à 26 km au sud-ouest de la place de l'hôtel de ville de Copenhague, dans l'agglomération de Copenhague. Elle est principalement connue pour son aéroport. En 2023, la ville compte 5 347 habitants.

## Histoire
Tune est l'une des plus anciennes localités de la région, dont l'histoire remonte à au moins 1800 ans. Tune était un grand village, composé essentiellement de fermes. C'était aussi une station intermédiaire pour les rois, qui se rendaient de Roskilde au port naturel de Mosede, dans la baie de Køge.
Fondée en 1866, Gjøes Folkehøjskole devient la première école secondaire populaire à ouvrir ses portes dans la région de Greve. Elle est ensuite transformée en école d'agriculture sous le nom de Tune Landboskole.

## Caractéristiques
Tune est une ville essentiellement résidentielle, avec une majorité de maisons individuelles, mais on y trouve également de petites zones commerciales et industrielles. Le village d'origine, avec ses rues sinueuses et ses vieilles maisons, est situé sur une petite colline dans la partie ouest de la ville. L'église de Tune date du XIIe siècle.